# Schela (gmina w okręgu Gorj)
Schela – gmina w Rumunii, w okręgu Gorj. Obejmuje miejscowości Arsuri, Gornăcel, Păjiștele, Sâmbotin i Schela. W 2011 roku liczyła 1674 mieszkańców.